# Acalypha salicina
Acalypha salicina é uma espécie de flor do gênero Acalypha, pertencente à família Euphorbiaceae.